# Frans Josias af Sachsen-Coburg-Saalfeld
Frans Josias (tysk: Franz Josias) (født 25. september 1697, død 16. september 1764) var hertug af Sachsen-Coburg-Saalfeld fra 1745 til 1764.
Han var søn af hertug Johan Ernst 4. af Sachsen-Coburg-Saalfeld. Han blev efterfulgt som hertug af sin søn Ernst Frederik

## Eksterne links
- Wikimedia Commons har flere filer relateret til Frans Josias af Sachsen-Coburg-Saalfeld